# Carlos Cusí
Carlos Cusí de Miquelet (Figueras, 17 de noviembre de 1863 - 1933) fue un banquero, empresario y político de Cataluña, España, hijo de Narcis Cusí i Jordán, miembro de una familia acomodada de Llers. Fue delegado del Banco de España en Figueras y creó la Banca Cusí, explotó las minas de cemento de La Bajol, dirigió una fábrica en Figueras y fundó la primera empresa de electricidad figuerense, Sociedad Hidroeléctrica del Ampurdán (hoy propiedad de Endesa). Fue muy popular por haber fundado en 1904 la primera sala de cine, la Sala Edison, que cerró en 1984. También fue elegido diputado por el Partido Liberal por los distritos electorales de Figueras y Vilademuls en las elecciones generales de 1910, 1914 y 1916, y senador por la provincia de Gerona en tres ocasiones, ocupando escaño entre 1919 y 1922.